# Arevut
Arevut (in armeno Արևուտ?, chiamato anche Barozh/Barodz; fino al 1935 Duzkend) è un comune dell'Armenia di 167 abitanti (2001) della provincia di Aragatsotn.